# Jungledyret Hugo
 For alternative betydninger, se Jungledyret Hugo (flertydig). (Se også artikler, som begynder med Jungledyret Hugo)
Jungledyret Hugo er en dansk børnebogs- og tegnefilmsfigur. Jungledyret Hugo er skabt af Flemming Quist Møller. Hugo har optrådt i tre lange tegnefilm (hvor den tredje er computeranimeret), og en tegnefilmserie, der blev vist på TV2 i 2003 og 2004.
Jungledyret er et abelignende dyr der holder til i Amazonas regnskov. Hugo er det eneste af sin art og er kendt for at være det mest sjældne dyr i verden. Så derfor er der mange, der prøver at få fat i ham. I junglen har han vennerne aberne Zik og Zak. Han bliver venner med Dellekaj, da han møder ham på skibet væk fra jungle, og han er meget glad for hans frikadeller. I storbyen møder han ræven Rita, som han også blive venner med.
Jesper Klein har lagt stemme til Hugo.
Siden 2009 har Hugo været maskot for Jesperhus Feriepark sammen med ræven Rita, aberne Zik og Zak, og Dellekaj, som alle er Hugos venner fra tegnefilmene. I 2012 åbnede ferieparken den indendørs legeplads, Hugoland. I 2019 åbnede Jesperhus deres nyrenoverede “Abeland” med figurerne Zik og Zak som hovedpersoner, samt et helt hjørne til Doktor Træls, som har sit eget "træls tårn".

## Bøger
- Jungledyret Hugo - (1988)
- Jungledyret Hugo - på eventyr med Rita (2000)
- Jungledyret Hugo - på farten igen (2001)
- Jungledyret Hugo - i nordlysets land (2002)
- Jungledyret Hugo - fræk som altid (2004)
- Jungledyret Hugo - fræk, flabet og fri (2007)

## Lydbøger
Indtalt af forfatter Flemming Quist Møller
- Jungledyret Hugo
- Jungledyret Hugo - på eventyr med Rita
- Jungledyret Hugo - på farten igen
- Jungledyret Hugo - i nordlysets land
- Jungledyret Hugo - den store filmhelt
- Jungledyret Hugo - fræk, flabet og fri

## Film og TV
- Jungledyret (1993)
- Jungledyret Hugo 2 – den store filmhelt (1996)
- Jungledyret Hugo (tegnefilmserie) (2003-2004)
- Jungledyret Hugo 3: Fræk, flabet og fri (2007)

## Computerspil
- Jungledyret Hugo[2][3][4]